# 嵐のデスティニィ
『嵐のデスティニィ』（あらしのデスティニィ）は、高城可奈による日本の漫画作品。『アップルミステリー』（宙出版）、『COMIC Crimson』（集英社）、『夢幻館』（朝日新聞出版）を経て、Yahoo!コミックにて「嵐のデスティニィ third stage」のタイトルで連載していた。
宙出版と集英社からの単行本は絶版となったが、ソノラマコミック文庫にて復刊されている。1 - 6巻に『アップルミステリー』での10巻分。7 - 8巻に『クリムゾン』での「second stage」を収録。

## あらすじ
主人公・和宏は、幼い頃から時折、“愛する騎士を庇って死んでしまう姫”の夢を見ていた。幼馴染みの美弓に、もしかしたらその騎士が前世なのではと言われていたが、転校生・藤木秀人によって、実は『姫』の方が前世なのだと聞かされる。

## 登場人物
声はドラマCDでのもの。
速瀬和宏（声：緒方恵美）
主人公。高校2年生。男。前世はセラスティーア。強力な魔力を秘めているため、『白の王』に狙われている。見た目は幼く、中学生にしか見えない。女装すると、完璧に「可愛い女の子」になってしまう。
セラスティーア（声：根谷美智子）
和宏の前世。女。通称・セラ姫。1,300年前、愛する騎士・アーウィスを庇って、命を落とした。
アーウィス【藤木秀人】（声：緑川光）
和宏のクラスへやってきた転校生。1,300年前、騎士から魔法使いに転職し、転生の秘術を使って、セラを探し続けていた。セラが男（和宏）に生まれ変わっていても、全く気にせず、猛烈アタックを繰り返す。
ハサート【鈴原靖俊】
大学2年生。転生を繰り返していたアーウィスに出会い、友人となった魔法使い。和宏とアーウィスの良き理解者。
エリス【松岡祐里子】（声：嶋方淳子）
和宏のクラスの先生。魔女と呼ばれるほど、強い魔力を持つ。前世でアーウィスに命を救われ、以来彼を想っている。一時は恋人だったこともあるが、和宏とアーウィスの仲は応援している。
フレストル（声：井上和彦）
セラを狙う『白の王』の部下。魔法使い。前世から、アーウィスとは因縁があり、事あるごとに衝突する。エリスとは夫婦だったこともある。
ファリル
通称・ファー。フレストルの部下の子供。魔力が強く、そのため幼い頃に両親から捨てられた。拾い育ててくれたフレストルに、何処までもついていく決心をしている。
佐久間美弓（声：ゆかな）
和宏の幼馴染みにして、クラスメイト。和宏とアーウィスの仲を誰よりも最初に応援した。和宏の片思いの相手だった。
橋本浩志（声：うえだゆうじ）/竹内由宇（声：神谷浩史）
和宏のクラスメイトで、友人たち。和宏と同様、見た目は中学生。
えっちゃん（声：カオル）/さっちゃん（声：西村ちなみ）
和宏のクラスメイトで、美弓の友人たち。美弓に続いて、和宏とアーウィスを応援する。
鈴原美生
ハサート（靖俊）の年の離れた妹。
王（声：江川央生）/王妃（声：松下美由紀）
セラの両親。1,300年前、末娘であるセラへの『白の王』からの求婚を断ったことで、国を滅ぼされ、死亡した。
白の王
『白の君』とも呼ばれる。強大な魔力と不死身の身体を持つ。和宏（セラ）を執拗に狙う、魔法使いの頂点に立つ男。
テスタイト
四天王の1人で、東の「モンテベーラ」の王。『白の王』の部下。知的だが、時折ミスを犯す。
コーディア
四天王の1人で、北の「パスティール」の王。『白の王』の部下。お姉口調で喋るが、歴とした男。アーウィスとはとことん相性が悪い。
カラク
四天王の1人で、西の「タヴァン」の王。『白の王』の部下。魔力よりも剣術を得意とする。卑怯な真似を嫌い、四天王の中では比較的まともな性格。
ルージュ
四天王の1人で、南の「サンテルラ」の王。『白の王』の部下にして、唯一の女性。強い魔力を持つが、性格はぼーっとしている。
ルティエル
テスタイトの弟。兄曰く、「いろいろ問題はあるがバカではない」らしい。
スーラ
稀代の占い師。和宏とアーウィスを導く。